# لاسيداس القوريني
لاسيداس ولد في قورينا ( باليونانية : Λακύδης ὁ Κυρηναῖος )، فيلسوف متشكك أكاديمي ، كان رئيسًا للأكاديمية الأفلاطونية في أثينا خلفًا لأركسيلاوس عام 241 قبل الميلاداضطر إلى الاستقالة ج. 215 قبل الميلاد بسبب اعتلال الصحة وتوفي ج. 205 قبل الميلاد. ولم يبق من أعماله شيء.

## حياته
ولد في قورينا. المعروفة حديثا بمدينة شحات في ليبيا كان فقيرًا في شبابه، لكنه كان مميزًا بصناعته، فضلاً عن أخلاقه اللطيفة والجذابة.

## فلسفته
في آرائه الفلسفية كان يتبع أركسيلاوس عن كثب.  ويقال أنه كتب أطروحات، بما في ذلك واحدة بعنوان في الطبيعة ،  ولكن لم ينجو منها شيء. بصرف النظر عن عدد من الحكايات المتميزة بروح الدعابة الساخرة، يتمتع لاسيداس بسمعة رجل ذو شخصية راقية، وعامل مجتهد، وخطيب بارع.

## ملحوظات
1. ↑  شيشرون, Academica, ii. 6.
2. ↑  سودا (موسوعة), Lakudes.